# Прилетить раптом чарівник
«Прилетить раптом чарівник» — фільм 2008 року.

## Зміст
Головна героїня Віра страждає через те, що чоловіки не можуть не чіплятися до неї, адже вона дуже красива. Особливо це заважає у роботі. Їй доводиться йти з кожного нового місця, щоб уникнути докучань боса. Для того, щоб знову не потрапляти в обридлу їй ситуацію, вона за допомогою косметики робить себе потворнішою. Ось тільки від долі не втекти, її новий шеф закохався у Віру. Як тепер пояснити все його нареченій?